# Norman Mingo
Norman Mingo (* 20. Januar 1896; † 8. Mai 1980) war ein US-amerikanischer Illustrator.

## Werk
Vor seiner Zeit bei Mad zeichnete Mingo Comic Strips und thematisch begleitende Zeichnungen für Magazine und Buchcover sowie sexy Pin-Ups für Herrenmagazine wie American Weekly Journal, Ladies’ Home Journal, Pictorial Review und viele andere.
Im Jahr 1956 bewarb er sich auf eine Stellenanzeige des US-Satiremagazins Mad, wo er als Illustrator eingestellt wurde. Seine bekannteste Figur dürfte wohl Alfred E. Neumann (im Original nur Neuman)  sein. Mingo verließ Mad bereits 1957 wieder, kehrte aber 1962 zurück und entwarf bis 1976 die meisten Cover des Magazins. Seine letzte Arbeit erschien auf der Ausgabe Nr. 211 im Dezember 1979.  Mingo lebte viele Jahre im Großraum Chicago, verbrachte aber seinen Lebensabend in Tarrytown (New York).